# Il richiamo della foresta 3D
Il richiamo della foresta 3D (Call of the Wild) è un film del 2009 di Richard Gabai.

## Trama
La protagonista Ryan, una ragazzina di Boston, va dal nonno nel Montana mentre i suoi genitori sono in vacanza in Europa. Ryan fa amicizia con Jack, conduttore di slitte. Una sera, mentre il nonno le legge il libro Il richiamo della foresta, Ryan vede un cane disteso per terra e ferito nel garage, bisognoso di cure e decide di chiamarlo Buck, come il protagonista del libro. Ryan lo vorrebbe portare a casa, ma il nonno non è d'accordo perché, una volta scoperto che l'animale è un lupo, afferma che si tratta pur sempre un animale selvaggio.